# Georgette Ferreira
Georgette de Oliveira Ferreira (Alhandra, 25 de junio de 1925 - Lisboa, 4 de febrero de 2017) fue una diputada, líder y activista comunista portuguesa. Combatiente antifascista, formó parte del Comité Central del Partido Comunista Portugués (PCP) de 1950 a 1988 y fue diputada en la Asamblea Constituyente entre 1975 y 1976 y en la Asamblea de la República desde 1976 hasta 1988.

## Biografía
Hija de trabajadores agrícolas y hermana de Sofia de Oliveira Ferreira, comenzó a trabajar en los campos de Lezíria do Tejo a los 8 años. Se convirtió en trabajadora textil a los 16 en la Fábrica de Hilandería de Vila Franca de Xira, donde descubrió la explotación a la que eran sometidos los trabajadores. Se unió al Partido Comunista Portugués en 1943. Se dedicó a luchar por la defensa de los intereses de los trabajadores y organizó ese mismo año una huelga de costureras para aumentar los salarios.
Participó en las huelgas obreras del 8 y 9 de mayo de 1944 y contribuyó a la organización de actos de solidaridad por los trabajadores detenidos y trasladados a la plaza de toros de Vila Franca de Xira.
Tras ello, y como miembro del PCP, pasó a la clandestinidad en julio de 1945. Durante este período, fue arrestada dos veces, en 1949 y 1954.
El 28 de agosto de 1945, año en que se unió a las celebraciones populares por la victoria sobre el nazifascismo en la Segunda Guerra Mundial, escapó de la detención en la casa de Lapa, donde vivía con su compañero, António Assunção Tavares, trabajador de Fábrica Cimentos Tejo. En 1946 participó, con Cândida Ventura (1918 - 2015), en el II Congreso Ilegal del PCP celebrado en Lousã.
En 1949, Georgette fue arrestada por la PIDE, la Policía Internacional y de Defensa del Estado, en Palmela y llevada a la prisión de Caxias. Durante su encarcelamiento, como resultado de su dieta, empeoró de la enfermedad estomacal que padecía. Fue hospitalizada de urgencia en el Hospital Santo António dos Capuchos de Lisboa, del que huyó el 4 de octubre de 1950, convirtiéndose en la primera mujer en escapar de una prisión fascista.
Se trasladó a Oporto, donde vivió clandestinamente con la antifascista Clementina Amália, adoptando el seudónimo de «Helena». Permaneció en esa ciudad hasta 1952, y en 1954 fue detenida por segunda vez.
Tras su liberación en 1959, vivió unos años en la ex Checoslovaquia, en Praga, con un colectivo de otros exiliados como Santiago Carrillo, Cândida Ventura y Carlos Alfredo Brito hasta que regresó a Portugal y pasó a la clandestinidad en 1965, bajo el seudónimo de "Paiva". Durante este período desempeñó funciones en los distritos de Lisboa, Oporto, Castelo Branco y Setúbal hasta el 25 de abril de 1974.
Representó a Portugal en el Congreso Mundial de Mujeres. Participó activamente en la construcción de las conquistas de abril, siempre profundamente vinculada a la lucha obrera.
Después de la Revolución de los Claveles, fue miembro de la Asamblea Constituyente en 1975 y 1976 y de la Asamblea de la República de 1976 a 1988, donde impulsó proyectos de ley relacionados con los derechos reproductivos de las mujeres y la planificación familiar.
Fue miembro de la Unión de Antifascistas Portugueses Resistentes (URAP).
Su biografía de la prisión se encuentra en el caso 1144/49 - Proc. 167/954 S. Investigación. como una de las mujeres portuguesas en la resistencia al fascismo. Su vida en cárceles y hospitales y en la lucha clandestina fue contada en primera persona en una entrevista con Rose Nery Nobre de Melo publicada en 1975.
Su muerte, en 2017, fue comentada por el presidente de la República de Portugal, Marcelo Rebelo de Souza, en una nota en el sitio web oficial.